# 羅索 (毛里塔尼亞)
羅索是西非國家毛里塔尼亞西南部重要的城市，也是特拉扎省的首府，位於首都努瓦克肖特以南204公里與塞內加爾接壤的邊境，處於塞內加爾河岸，是重要的河港和農產品市場，種植的農作物包括小米，豆類、瓜類和薄荷，每年降雨量為全國之冠，2007年人口15,922。

## 外部連結
- Rosso Town Hall
- Institut supérieur des études technologiques (Institute of Technology)

16°30′46″N 15°48′18″W / 16.51278°N 15.80500°W